# Вес Гулаган
Вес Гулаган (англ. Wes Hoolahan, нар. 20 травня 1982, Дублін) — ірландський футболіст, півзахисник.

## Клубна кар'єра
У дорослому футболі дебютував 2001 року виступами за команду клубу «Шелбурн», в якій провів чотири сезони, взявши участь у 133 матчах чемпіонату. Більшість часу, проведеного у складі команди, був основним гравцем.
Протягом 2005—2006 років захищав кольори команди клубу «Лівінгстон».
Своєю грою за останню команду привернув увагу представників тренерського штабу клубу «Блекпул», до складу якого приєднався 2006 року. Відіграв за клуб з Блекпула наступні два сезони своєї ігрової кар'єри. Граючи у складі «Блекпула» також здебільшого виходив на поле в основному складі команди.
До складу клубу «Норвіч Сіті» приєднався 2008 року. Відтоді встиг відіграти за команду з Норвіча 258 матчів в національному чемпіонаті.

## Виступи за збірну
У 2008 році дебютував в офіційних матчах у складі національної збірної Ірландії. Наразі провів у формі головної команди країни 26 матчів, забивши 2 голи.
У складі збірної — учасник чемпіонату Європи 2016 року у Франції.